# 孫方
孫方（1474年—？），字思行，直隸鎮江府丹陽縣人，軍籍，明朝政治人物。

## 生平
弘治十四年（1501年）辛酉科應天府鄉試第九十六名舉人。正德六年（1511年）中式辛未科會試第七十六名，登第三甲第七十九名進士。授行人，十年閏四月选授陕西道監察御史。

## 家族
曾祖孫；祖父孫璘；父孫統，曾任將仕郎。母惲氏；繼母趙氏。